# Dendrocoelopsis piriformis
Dendrocoelopsis piriformis är en plattmaskart som beskrevs av Kenk 1953. Dendrocoelopsis piriformis ingår i släktet Dendrocoelopsis och familjen Dendrocoelidae. Inga underarter finns listade i Catalogue of Life.